# Parque de Samuel de Champlain

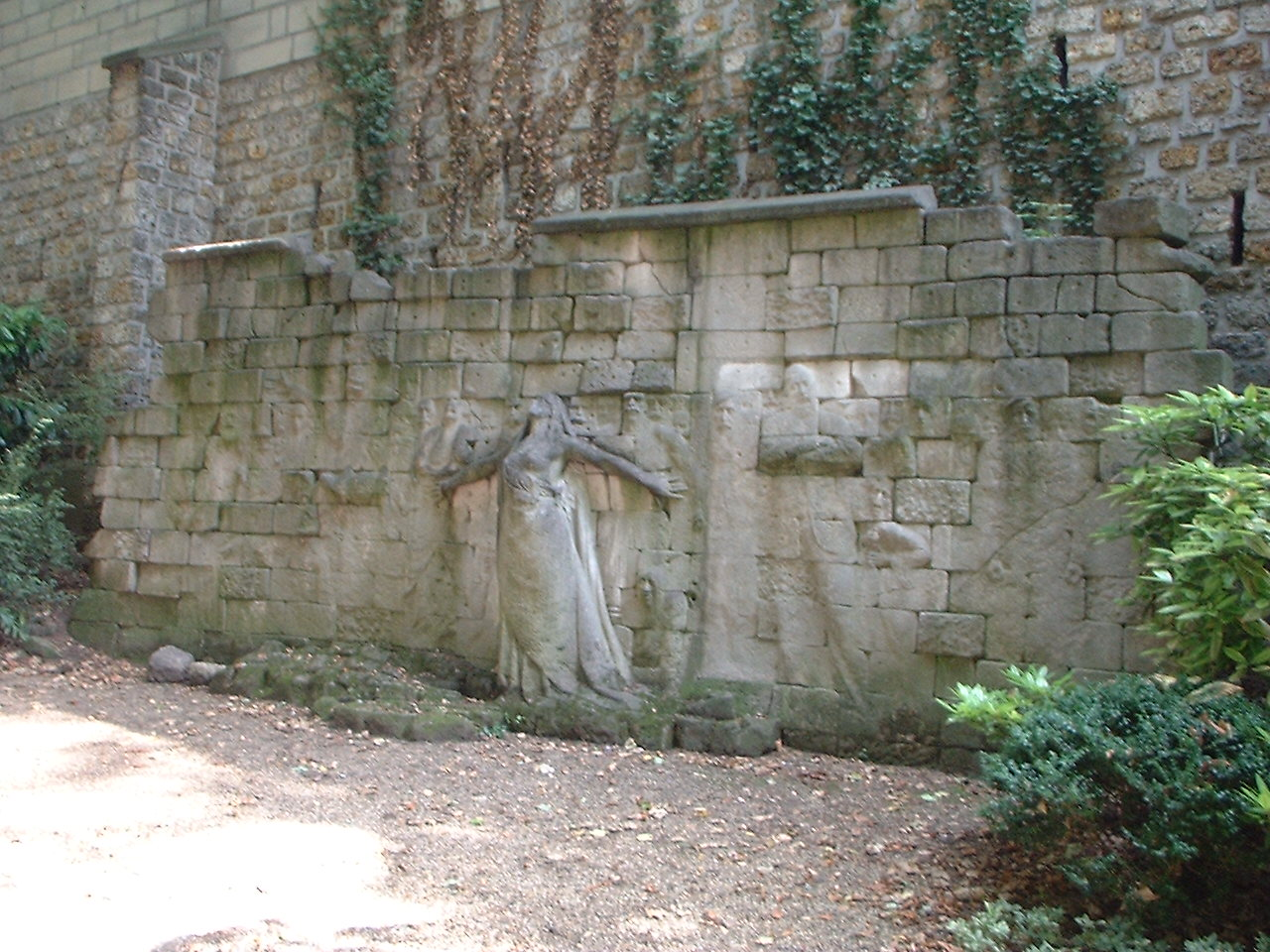
Monumento tallado en el muro que separa el Cementerio del Père-Lachaise y el parque de Samuel de Champlain en París

El parque de Samuel de Champlain (Square de Samuel-de-Champlain en francés) es un parque ajardinado del XX Distrito de París. 

## Descripción
Creado en 1889, el parque se extiende sobre 13 192 m². Está dedicado a la memoria de Samuel de Champlain, fundador de la ciudad de Quebec.

## Situación
El parque se extiende limitando al sur con el muro del Cementerio del Père-Lachaise y con la avenida Gambetta al norte.
Uno de los monumentos del parque está realizado con las piedras originales del muro de los federados en memoria de todos los muertos de la revolución; erigido en 1909, es obra del escultor Paul Moreau-Vauthier.
Se localiza en las coordenadas: 48°51′49″N 2°23′33″E / 48.86361, 2.39250
 -  Línea 2  Línea 3 - Père Lachaise